# 아르가나리누스
아르가나리누스(학명:Arganarhinus magnoculus)는 악어목 피토사우루스과에 속하는 악어이다. 지금은 멸종된 악어로 몸길이가 4~7m인 거대한 악어에 속한다.

## 특징
아르가나리누스는 부분적으로 확장된 두개골과 뼈를 가진 피토사우루스과의 특징을 가지고 있다. 발은 수영에 더욱 적합하도록 물갈퀴의 모습으로 진화했으며 앞다리에 비해 뒷다리가 더 긴 것이 특징이다. 그것은 생명 공학부 국가 d'Histoire naturelle에 자리잡고 있는 두개골에서 알려져 있다. 먼저 Paleorhinus의 한종으로서 1977b에 J.M.Dutuit에 의해 롱 머리가 별도로 속으로 1995년에 지명되었다. 이러한 형식적인 종은 Arganarhinus magnoculus로 선정되었다. 이 동물의 가장 가까운 친척이었고 Paleorhinus속에 속한다. 양턱에는 날카로운 삼각형 모양을 가진 세렝된 이빨을 가지고 있으며 이것을 통하여 먹이를 포획하거나 절단하여 먹이를 삼켰을 것으로 추정된다. 먹이로는 당대에 살던 물고기, 갑각류와 같은 육식성의 먹이와 양치식물과 같은 초식성의 먹이까지 모두 섭이했을 잡식성의 악어로 추정되는 종이다.

## 생존시기와 서식지와 화석의 발견
아르가나리누스가 생존하던 시기는 중생대의 트라이아스기 후기로 지금으로부터 약 2억년전~1억 8천만년 전이다. 생존했던 시기에는 아프리카를 중심으로 하는 강과 호수에서 주로 서식했던 피토사우루스과의 악어가 된다. 화석의 발견은 1995년에 아프리카의 트라이아스기에 형성된 지층에서 고생물학자들에 의해 처음으로 화석이 발견이 되어 새롭게 명명된 종이다.

## 같이 보기
- 악어
- 중생대
- 트라이아스기
- 파충류
- 화석